# 天壇座κ
天壇座κ，又名CD-5011269，HD 157457、SAO 244734、HR 6468，是天壇座的一颗恒星，视星等为5.23，位于銀經339.6，銀緯-8.45，其B1900.0坐标为赤經17h 18m 12.1s，赤緯-50° -8.45′ 31″。